# Gaute Ormåsen
Gaute Ormåsen, född 20 april 1983 i Brumunddal i dåvarande Hedmark fylke i Norge, är en norsk sångare, känd för sin medverkan i norska Idol år 2003. Han slutade på en andraplats i tävlingen, som det året vanns av sångaren Kurt Nilsen.
Ormåsen har varit med i norska Melodi Grand Prix totalt tre gånger, senaste gången (2022) som en del av musikduon Subwoolfer (tillsammans med Ben Adams). Duon lyckades vinna hela tävlingen, och fick därmed chansen att representera Norge i Eurovision Song Contest 2022 i Turin med bidraget "Give That Wolf a Banana". Duon slutade sedan på en tiondeplats i finalen.